# ESFP
ESFP (Extraversion, Sensing, Feeling, Perceiving) je jeden z šestnácti osobnostních typů podle MBTI. Je označován jako Extrovertní smyslový typ vnímající s převahou cítění.

## Stručný popis
Člověk s osobností typu ESFP bývá společenský, veselý, spontánní, nepořádný, rád je středem pozornosti, citlivý, ovlivnitelný, žije dneškem, má rád tanec, důvěřivý.

## Charakteristika
Spontánní a společenský jedinec. Je středem každého večírku a je velmi citlivý k náladám druhých. Drží se vždy reality a přítomného okamžiku. Proto je jeho společnost vždy vítaná.
Jako zaměstnání jsou pro něj ideální právě taková místa, kde může využít svůj bezprostřední přístup k lidem. Je z něj tedy dobrý herec, komik, zpěvák apod. Mívá velkou nechuť do administrativní práce, protože ji považuje za nudnou a zbytečnou. Hledá smysluplné vztahy a činnosti. Nejlépe takové, které se osvědčují už od začátku. Nemá chuť čekat na to, co by mohlo možná být…
Snaží se vycházet s každým a nedělat si nepřátele. Na pracovišti nebo ve škole se tudíž nerad přidává definitivně k jedné straně, což si ostatní mohou mylně vyložit, jako přebíhání z jednoho tábora do druhého. ESFP se ale na tábory neohlíží, i když si moc dobře uvědomuje jejich existenci.
Může mít problémy udržet dlouho pozornost jedním směrem. Často podléhá spontánnímu nakupování oblečení, doplňků a dalších věcí. Pokud něco nesnáší, pak je to nuda. Svůj život žije ze dne na den a nestrachuje se moc, co přinese vzdálená budoucnost. Přítomný okamžik si zpříjemňuje právě interakcí s ostatními lidmi.